# Ataque al Regimiento de Infantería de Monte 29
El ataque al Regimiento de Infantería de Monte 29 (RI Mte 29), llamado Operación Primicia, fue una acción de la organización guerrillera peronista Montoneros (el recientemente formado Ejército Montonero, en su bautismo de fuego) ejecutada en esa unidad táctica del Ejército Argentino con asiento en Formosa el domingo 5 de octubre de 1975. Fue uno de los episodios más importantes de la lucha armada en Argentina en los años setenta. Ocurre bajo el gobierno constitucional de María Estela Martínez de Perón. La acción constó de varias fases: el secuestro de un avión Boeing 737-200 de Aerolíneas Argentinas (Vuelo 706), con 102 pasajeros y seis tripulantes a bordo; el copamiento del Aeropuerto El Pucú de Formosa; el ataque al RI Mte 29 para el robo de armas de guerra; y la fuga en el secuestrado Boeing 737-200 y en un pequeño Cessna 182 (cuatro pasajeros). Como resultado hubo doce guerrilleros muertos (incluido un soldado "entregador"), y del lado militar un oficial, un suboficial y diez soldados muertos. Además un agente de la policía y tres civiles ajenos a la lucha.
Los combatientes montoneros  estaban vestidos con uniformes de color azul compuesto de pantalón, saco y gorra. Se dividieron en 13 grupos de combate. El objetivo de la operación  militar era la captura de armamento destinado al ejército popular que estaba construyendo  Montoneros.
Según el historiador Richard Gillespie el ataque la regimiento de Formosa fue la operación mejor elaborada y ejecutada de la historia de la guerrilla argentina.   
Al día siguiente, el entonces presidente provisional Ítalo Luder, quien estaba a cargo de la presidencia por licencia de la titular, en acuerdo de ministros, dictó tres de los llamados "decretos de aniquilamiento" (2770/75, 2771/75 y 2772/75), extendiendo la represión a todo el territorio nacional con la orden de «aniquilar el accionar de los elementos subversivos» (ya establecida con el Operativo Independencia para la provincia de Tucumán), entre otras medidas.

## Contexto
El 25 de mayo de 1973 se había iniciado en Argentina un nuevo ciclo democrático, bajo la presidencia del peronista Héctor José Cámpora, luego de casi dos décadas de dictaduras y gobiernos de limitada legitimidad, en los que el peronismo había estado prohibido y Juan Domingo Perón obligado al exilio. El gobierno constitucional de Cámpora estuvo precedido por una dictadura autodenominada Revolución Argentina, que había suprimido los partidos políticos y pretendía implantar un régimen militar permanente bajo la doctrina de seguridad nacional que Estados Unidos apoyaba en América Latina durante la Guerra Fría contra el bloque soviético.
La Revolución Argentina debió enfrentar una fuerte resistencia popular que alcanzó características insurreccionales, principalmente a través de puebladas urbanas (Cordobazo, Rosariazo, Tucumanazo, Mendozazo, Correntinazo, etc.) y organizaciones guerrilleras. 
Estas últimas se distinguirían principalmente por su postura frente al peronismo. La principal organización guerrillera no peronista, de ideología marxista-leninista fue el Ejército Revolucionario del Pueblo (ERP). Las que simpatizaban con el peronismo fueron Montoneros, las Fuerzas Armadas Revolucionarias (FAR) y las Fuerzas Armadas Peronistas (FAP); estas tres terminarían fusionadas bajo el nombre común de Montoneros.
Las puebladas insurreccionales (ej. el Cordobazo) y las acciones guerrilleras produjeron un desgaste tal a la dictadura que se vio obligada a permitir elecciones libres en el año 1973. Estas elecciones fueron ganadas por el candidato del peronismo Héctor José Cámpora, que contaba con el apoyo de amplios sectores juveniles, progresistas y de izquierda, incluyendo a sectores guerrilleros, que habían jugado un papel crucial en la resistencia contra la dictadura. No obstante, había luchas palaciegas incluso dentro del mismo peronismo -Perón no pudo encabezar la fórmula presidencial justicialista para las elecciones de marzo de 1973 y por ello lo hizo Héctor Cámpora en su lugar-, por lo cual una de las cuestiones principales que tenía que resolver el gobierno democrático de Cámpora era la tensión entre unas Fuerzas Armadas mayoritariamente partidarias de la doctrina de la seguridad nacional y los golpes de Estado en la lucha global contra el comunismo, y las organizaciones guerrilleras que habían luchado contra la dictadura y ayudado a derrocarla.
En los primeros meses del gobierno democrático, las organizaciones guerrilleras se mantuvieron inactivas. El ERP había declarado públicamente que no actuaría contra el gobierno, si el gobierno no realizaba acciones represivas. Montoneros por su parte, que en algunos casos formaba parte del gobierno, había decidido actuar en la legalidad.  
La situación sin embargo se deterioró rápidamente. En 1973 los gobiernos democráticos de Uruguay y Chile fueron derrocados por sendos golpes de estado, partidarios de la Doctrina de la Seguridad Nacional, quedando sólo Argentina como país democrático en la región. Un influyente sector del gobierno peronista, liderado por el ministro José López Rega, pertenecía secretamente a la logia Propaganda Due (P2), partidaria del terrorismo de Estado para reprimir al "comunismo", que en la Argentina fue identificado como "el zurdaje". A tal fin, a mediados de 1973 comenzó a actuar la Alianza Anticomunista Argentina (Triple A), liderada por el propio ministro López Rega.
El 12 de julio de 1973 renunció el presidente Cámpora, asumiendo la presidencia interina Raúl Lastiri, yerno de López Rega y miembro de la logia  P2. El 23 de septiembre de 1973 se realizaron nuevas elecciones, que ganó Juan Domingo Perón con amplitud. Días antes de que Perón asumiera el cargo, fue asesinado el secretario general de la central obrera José Ignacio Rucci y durante su Presidencia, tras tildar de "imberbes" y "estúpidos que gritan" a las organizaciones guerrilleras en su discurso del 1° de mayo de 1974, fueron desalojados la mayoría de los funcionarios del gobierno relacionados con los grupos progresistas y de izquierda, en algunos casos mediante golpes de Estado provinciales. Al año siguiente en enero de 1974  la organización guerrillera no peronista, el ERP, realizó un frustrado ataque a la guarnición militar de Azul, en el que murieron tres militares y un guerrillero, mientras que otros dos guerrilleros fueron víctimas de desaparición forzada. 
Perón murió apenas nueve meses después de asumir como presidente, el 1 de julio de 1974. A partir de ese momento, el accionar del gobierno a través de la Triple A y sus organizaciones vinculadas, se incrementó geométricamente, hasta establecer una práctica sistemática de terrorismo de Estado. El 31 de julio de 1974 fue asesinado el diputado nacional Rodolfo Ortega Peña del Peronismo de Base. Desde ese momento los asesinatos fueron incesantes y crecientes. Según una lista realizada por Desaparecidos.org, sobre 644 asesinatos que la Triple A se atribuyó, en agosto fueron asesinadas nueve personas y en septiembre quince, entre ellas al general chileno Carlos Prats opositor a Pinochet y su esposa, indicando así que ya para ese momento había comenzado a funcionar la Operación Cóndor. En noviembre los asesinatos treparon a diecinueve personas. La escalada siguió: 43 asesinatos en marzo de 1975, alcanzando a 50 asesinatos en octubre. Si en los doce meses anteriores a la muerte de Perón, la Triple A había matado a 30 personas, en los dieciocho meses de la presidencia de Isabel Perón, el terrorismo de Estado asesinó a un mínimo de 614 personas y un máximo de 1500. A ellas deben sumarse miles de personas torturadas u obligadas al exilio (entre ellas gran cantidad de artistas e intelectuales, como Luis Brandoni, Nacha Guevara, Norman Briski, Héctor Alterio, entre muchas). Entre las víctimas mortales se encuentran el exvicegobernador cordobés Atilio López, el niño Pablo Laguzzi (hijo del rector de la UBA), Julio Troxler y Silvio Frondizi (hermano del expresidente Frondizi); así como hechos conocidos como la Masacre de Pasco de militantes de la JP, la Masacre de La Plata de militantes del PST, y la Masacre del cinco por uno en Mar del Plata.
El 6 de septiembre de 1974 Montoneros anunció su paso a la clandestinidad. El 1 de noviembre de 1974, el Jefe de Policía Federal Comisario General Alberto Villar, fue asesinado en un ataque terrorista de Montoneros -en el atentado también murió su esposa-, y al año siguiente, la cabeza del grupo parapolicial y hombre fuerte del gobierno, el ministro José López Rega, fue literalmente derrocado por el sector sindical, luego de la gran huelga general contra el Rodrigazo. Sin embargo la actividad de la Triple A no se resintió y ya bajo el mando del grupo de militares golpistas, alcanzó el pico máximo de ejecuciones en los últimos seis meses del gobierno constitucional.
En febrero de 1975, el gobierno de María Estela Martínez de Perón, había establecido el Operativo Independencia en la provincia de Tucumán. En su transcurso, las Fuerzas Armadas instalaron en la provincia un régimen de terrorismo de Estado durante el cual se produjo una violación masiva de derechos humanos y actos de genocidio, incluyendo gran cantidad de desapariciones forzadas y el establecimiento de centros clandestinos de detención.
Para mediados de 1975 ya se había formado el grupo de militares que darían el golpe de Estado el 24 de marzo de 1976, bajo la conducción del general Jorge Rafael Videla, con apoyo de Estados Unidos. En septiembre, la presidenta María Estela Martínez de Perón declaró «ilegal» a Montoneros, y pidió licencia por razones de salud, dando lugar a que el senador Ítalo Luder asumiera la presidencia provisionalmente, iniciando un proceso parecido a la bordaberrización uruguaya (dictadura con presidente civil).
En ese contexto Montoneros decidió acelerar el proceso de militarización. Según  Marcelo Larraquy, se había priorizado la fabricación de armas o las tareas de apoyo a las acciones armadas –ataque a comisarías y bancos, robo de armas pertenecientes a las fuerzas militares y de seguridad, asesinato de “traidores peronistas”.  Larraquy afirma que  pasaron a ser considerados blancos de asesinato cualquier policía, no solamente como hasta entonces los considerados comprometidos en la represión. En el reportaje publicado en L’Epresso del 9 de julio de 1977 Mario Eduardo Firmenich dijo «en octubre de 1975, cuando todavía estaba en el gobierno Isabel Perón, ya sabíamos que se daría el golpe dentro del año. No hicimos nada para impedirlo porque, en definitiva, también el golpe formaba parte de la lucha interna del movimiento peronista. Hicimos en cambio nuestros cálculos de guerra, y nos preparamos para soportar, en el primer año, un número de pérdidas humanas no inferior a 1500 bajas.»

## Desarrollo

Croquis del Regimiento de Infantería de Monte 29, publicado en la revista de Montoneros, Evita Montonera, en octubre de 1975.

Para trasladarse hasta Formosa la organización guerrillera secuestró un avión Boeing 737 en Aeroparque, el cual llevaba 102 pasajeros y 6 tripulantes a bordo. 
Los guerrilleros contaban con una inteligencia previa infiltrada en el Regimiento: un joven soldado santafesino llamado Luis Roberto Mayol. Actuaba como un espía que operaba para Montoneros, le arrebató el fusil a un compañero y abrió los portones para permitir el ingreso de las cinco camionetas que trasladaban un comando fuertemente armado.
Al comenzar el asalto, cinco guerrilleros le solicitaron al soldado conscripto Hermindo "Negro" Luna que se rindiera, expresando que «con vos no es la cosa», Luna respondió: «¡Acá no se rinde nadie carajo!», y trató de contener el ataque. Recibió un impacto en el abdomen que lo dejó mortalmente herido. Montoneros, por su parte, en su órgano de difusión Evita Montonera habló de «resistencia suicida».
Según  el informe de la publicación Peronismo Auténtico perteneciente al Partido Peronista Auténtico, que era el partido creado por Montoneros para diferenciarse del PJ ( Partido Justicialista) se procedió a reducir al retén del regimiento asi como a ocupar el casino de suboficiales y cuatro de las cinco compañías del regimiento si bien no se logró contener a la guardia de prevención  cuyos miembros lograron escapar y armaron una base de fuego. 
Conducidos por Mayol, los asaltantes del regimiento conocían el lugar donde dónde se hallaban los depósitos de armas y de municiones. El sargento Víctor Sanabria fue acribillado mientras intentaba dar aviso por radio del ataque. Otro grupo mató a los cinco conscriptos que dormían dentro de la habitación de la Guardia y varias granadas arrojadas hacia las ventanas del baño alcanzaron a otros soldados mientras se duchaban. Mayol fue muerto cuando intentaba replegar de la guardia junto a sus compañeros. Los atacantes fueron cercados por el fuego cruzado de los soldados de guardia, que desplegaron cerca de la pista de combate y la ametralladora emplazada cerca del mástil de la Bandera.
Luego de robar solamente cincuenta de los fusiles FN FAL que tenían previsto apoderarse, los atacantes se dirigieron al aeropuerto local desde donde, tras un breve enfrentamiento que se saldó con la muerte de un policía, escaparon en el Boeing 737 previamente secuestrado. Finalmente, la aeronave aterrizó en una pista improvisada en una estancia cerca de Rafaela, en la provincia de Santa Fe, a 700 km de Formosa. El aparato solo pudo ser removido al cabo de veinte días, gracias a considerables esfuerzos de la Fuerza Aérea, que armó sobre el terreno una pista de emergencia, trasladada desde Ushuaia por un C-130 Hercules hasta la zona, más la empresa de aviación que alivianó la máquina y -con un mínimo de combustible- la llevó hasta el aeropuerto de Sauce Viejo para reparaciones.
El parte de guerra de Montoneros detalla que sus fuerzas habían causado 40 bajas al ejército, entre muertos y heridos  y por su parte habían tenido 11 bajas propias entre muertos y heridos.  Según datos difundidos por parte  del ejército  los atacantes tuvieron 28 bajas mientras que solo reconocían 11 bajas propias.  Los combatientes montoneros heridos fueron finalmente rematados por el Ejercito Argentino. Los montoneros muertos fueron enterrados en el cementerio municipal en fosas comunes de 20 metros de largo por uno de profundidad, que posteriormente fueron abiertas por el reclamo de los cuerpos por familiares de los fallecidos.

## Consecuencias

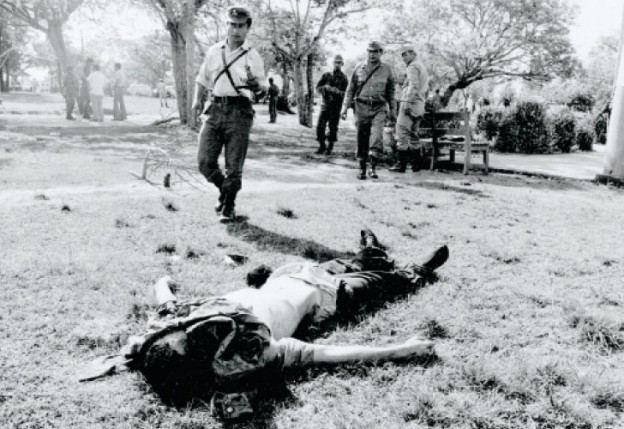
Combatiente abatido en el ataque.

### Hipótesis
Ceferino Reato lanzó la hipótesis, "algo antojadiza" e infantil según Ricardo Ragendorfer, de que una de las consecuencias políticas de Operación Primicia fue que Jorge Rafael Videla y Emilio Eduardo Massera decidieron poner la fecha del 24 de marzo de 1976 como la ejecución del golpe de Estado que venían organizando desde hacía tres meses. El periodista Camilo Ratti tampoco acepta la hipótesis de Reato y afirma que la fecha del golpe había sido establecida un mes antes.

### Represión posterior
Al día siguiente, el entonces presidente provisional Ítalo Luder dio a conocer los decretos 2770, 2771, y 2772 creando un Consejo de Seguridad Interior integrado por el presidente y los jefes de las fuerzas armadas, y extendiendo a todo el país la orden de «aniquilar el accionar de los elementos subversivos.»
Luego del ataque al cuartel, comenzó una intensa represión. Esa misma tarde, patrullas militares salieron de recorrida por toda la ciudad, matando a tres civiles. Las fuerzas militares y policiales también detuvieron a varios formoseños que nada habían tenido que ver con el ataque.
El escritor y periodista Ceferino Reato comentó que, tras el golpe de Estado, los militares asesinaron a 22 jóvenes presos sospechados de haber participado en aquel ataque. Entre los fusilados figuraba Néstor Sala, cuya esposa Mirta Susana Clara (recién sería liberada en 1981), habiendo sido ambos detenidos el 9 de octubre de 1975. Prácticamente todos las personas sospechadas de haber participado del ataque fueron asesinadas o desaparecidas por el Ejército, antes o después del golpe de Estado.
El dirigente montonero ,abogado y escritor  Roberto Cirilo Perdía reconoce que  el ataque era una muestra más de la militarización que estaba sufriendo el movimiento montonero y que se carecía de un objetivo político más allá de la captura de armamento. Además el ataque provocó la desaparición de las simpatías que podían existir en el Ejército hacia Montoneros.

### Muertos relacionados con el ataque
- Ejército (12): subteniente Ricardo Massaferro, sargento Víctor Sanabria, soldados Antonio Arrieta, Heriberto Davalos, José Coronel, Dante Salvatierra, Ismael Sánchez, Tomás Sánchez, Edmundo Sosa, Marcelino Torales, Alberto Villalba y Hermindo Luna;[37]
- Policía (1): Pedro Alegre;[37]
- Montoneros (9): Luis Roberto Mayol (muerto),[38] Reinaldo Brigglier (muerto),[39] Alfredo Rubén Velázquez (desaparecido),[40] Juan Sebastián Hernández (muerto),[41] Saúl Mario Kobrinsky (muerto),[42] Jorge Alberto Livieres Banks (muerto y enterrado en una fosa común),[43] Luis Carlos Morero (muerto y enterrado en una fosa común),[44] Oscar Ramón Boero (muerto y enterrado en una fosa común),[45] José Daniel Graziano (muerto y enterrado en una fosa común).[46]

- Vecinos asesinados por montoneros: policía Felipe Ibáñez, Celso Pérez y Mamerto Cáceres.[47]

El historiador Ceferino Reato afirma que los guerrilleros muertos en el ataque fueron trece, pero no los identifica.
Diversas fuentes proveen otros datos.

## Inclusión en lista de desaparecidos

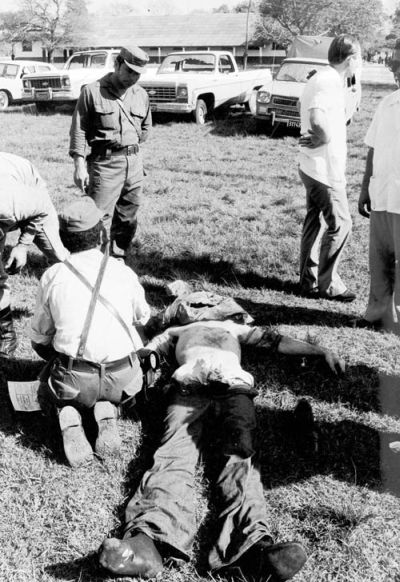
Un policía toma las huellas digitales de un combatiente abatido en el ataque.

En el Registro de Desaparecidos y Fallecidos (REDEFA) se incorporaron a nueve de los quince guerrilleros, seis de ellos dentro de la categoría de «víctimas de ejecución sumaria» y otros tres en la categoría de «detenidos desaparecidos». A partir de la inclusión en el REDEFA, fueron incluidos también en la lista actualizada del Nunca Más y por eso aparecen sus nombres en el monumento a las víctimas del terrorismo de Estado que se levanta en la Costanera Norte porteña. La categoría de «ejecución sumaria» fue creada por la Secretaría en 2006 e incluye muertos por grupos paramilitares como la Triple A, caídos en ataques a comisarías y cuarteles como el de Formosa, y a fusilados por Montoneros acusados de traidores y delatores. En consecuencia, sus nombres se incluyeron tanto en la «actualización» de los listados de la Conadep, que fueron presentados en la nueva edición durante la Feria del Libro de 2006.
Según Ceferino Reato, en 2006 por orden de Néstor Kirchner la Secretaría de Derechos Humanos de la Nación incluyó «los montoneros muertos en Formosa fueron agregados a los listados del “Nunca Más”», sin precisar sus identidades. En el «Registro Unificado de Víctimas del Terrorismo de Estado», creado en 2014, constan las fechas de denuncia de los casos y se refleja que sólo dos de estas incorporaciones fueron realizadas después del 2006, siendo la mayoría anteriores a 2000. Asimismo en el año 2000, se incorporaron como «víctimas del terrorismo de Estado» los tres civiles que no tenían ninguna vinculación con el ataque y fueron asesinados en un operativo de control en la zona del regimiento.

## Polémica por indemnizaciones

### Aplicación de la Ley N.º 24411
En 1994 se sancionó la Ley N.º 24 411 estableciendo indemnizaciones, por medio de sus causahabientes, para aquellas personas hubiesen sufrido desaparición forzada o hubiesen fallecido como consecuencia del accionar de las fuerzas armadas, de seguridad, o de cualquier grupo paramilitar con anterioridad al 10 de diciembre de 1983. Ceferino Reato ha afirmado que, en el caso del ataque Regimiento de Infantería de Monte 29, el beneficio correspondió a diez guerrilleros muertos esa ocasión, sin precisar la identidad de los mismos ni las fuentes utilizadas. Los familiares de nueve de los trece guerrilleros muertos cobraron unos 81,3 millones a valores actualizados por inflación, desglosados así: Ramón José Briggiler Reinaldo (por $16,7 millones a valores actuales), José Daniel Graziano ($14,3 millones), Alfredo Rubén Velázquez ($10,8 millones), Arturo Inocencio Mariani ($9,6 millones), Juan Sebastián Hernández ($9 millones), Luis Carlos Morero ($6 millones), Vìctor Higo Iribarren ($5,2 millones), Saúl Mario Kobrinsky ($4,7 millones) y Carlos Lorenzo Livieres Banks ($4,6 millones).

### Proyecto de indemnización a familiares de los conscriptos
La Cámara de Diputados aprobó el 29 de noviembre de 2012 un proyecto de ley de dos diputados formoseños, el radical Ricardo Buryaile y el kirchnerista Juan Carlos Díaz Roig, que establecía que las familias de los 16 conscriptos percibirían una indemnización por única vez de un millón de pesos. El proyecto fue aprobado con 135 votos a favor, 18 en contra y 43 abstenciones. El apoyo al proyecto atravesó los diferentes partidos y diputados de diferentes ideologías apoyaron el proyecto, entre otros, pertenecientes al FpV, al PRO, a la UCR, GEN, Movimiento Popular Neuquino, Unión por Todos. Por otra parte, todos los diputados que se opusieron al proyecto pertenecen al Frente para la Victoria o a Unidad Popular. En otros casos, los partidos se abstuvieron como Nuevo Encuentro o Proyecto Sur, junto con algunos diputados del Frente para la Victoria, de la UCR y del Partido Socialista.
La iniciativa obtuvo el repudio y el rechazo de la agrupación HIJOS; de la Liga Argentina por los Derechos del Hombre que criticó el intento e hizo un llamado a las fuerzas políticas populares a redoblar sus esfuerzos para impedir que el proyecto se convierta finalmente en ley en el Senado; y de la Asociación de abogados por los Derechos Humanos que argumentó que los soldados afectados, en la mayoría de los casos, han percibido indemnizaciones en su ámbito administrativo en los tiempos inmediatamente posteriores como ocurriera con los afectados militares en otros hechos similares (en realidad los deudos y familiares de los integrantes del Ejército Argentino, que fueron asesinados por montoneros aquel día, no recibieron ni siquiera una pensión por parte del Estado). Por tanto no puede admitirse que uno de sus fundamentos sea que familiares de los caídos en el ataque haya cobrado la indemnización por la ley 24 411. Finalmente, tras la polémica, el senado no logró quorum la sesión en la que debía tratarse el tema. Al no ser tratado tampoco en 2014 perdió valor la decisión de los diputados y se archivó el proyecto.

## Homenaje y reconocimiento
En la provincia de Formosa desde el año 2002, a partir de la sanción de la ley provincial N.º 1395, los días 5 de octubre de cada año se conmemora el «Día del Soldado Formoseño». En dicha fecha se realiza un acto homenaje en la plaza de armas «De la Victoria» del Regimiento de Infantería de Monte 29, encabezado por el gobernador de la provincia y las autoridades de las fuerzas armadas, con la participación de todos los sectores políticos y sociales.
En la Facultad de Ciencias Jurídicas y Sociales de la Universidad Nacional del Litoral (UNL), una placa en el Aula Alberdi recuerda al guerrillero Luis Roberto Mayol como el «estudiante que dio su vida por la Patria al ser asesinado por el terrorismo de Estado».
En el año 2019, por primera vez en 44 años, se realizó en el Regimiento de Infantería 1 «Patricios» un acto de homenaje a los soldados y oficiales del Ejército caídos en este ataque. Participó el entonces presidente Mauricio Macri acompañado por el jefe del Estado Mayor General del Ejército, teniente general Claudio Pasqualini, el secretario de Derechos Humanos, Claudio Avruj, y Jovina Luna, hermana del soldado Hermindo Luna.